# ミリカンの油滴実験
ミリカンの油滴実験（ミリカンのゆてきじっけん）は、ロバート・ミリカン、ハーヴェイ・フレッチャーらが1909年に行った電子の電荷（素電荷・電気素量）を測定するための実験である。彼らは、二枚の金属電極間で帯電させた油滴に働く重力とクーロン力で決まる油滴の運動を測定して、油滴の帯電量を測定した。実際には電極間の電場の向きを変化させて、油滴の速度の変化から電荷を決定する。多くの油滴に関して実験を繰り返すことによって、測定値がいつもある特定値の整数倍にあたることが見出された。この実験により、ミリカンは電子一個の持つ電荷を 1.592×10−19 C と見積もった。電気素量の値は、正確に1.602176634×10−19 C であるが、ミリカンの実験結果にみられる誤差の主な原因は空気の粘度であると考えられる。

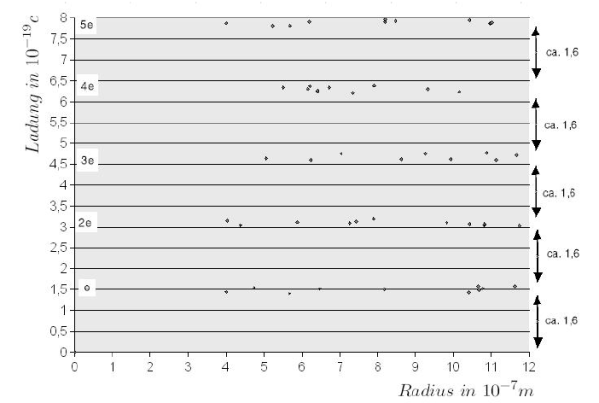
得られた結果:縦軸の帯電量は一定の間隔で飛び飛びの値を取る

既に電子の質量と素電荷の比率（比電荷）はジョゼフ・ジョン・トムソンらにより測定されており、ミリカンのこの実験により素電荷を高い精度で求めることができたため、電子の質量も正確に決定することが出来た。
ミリカンはこの功績によって1923年にノーベル物理学賞を受賞した。以来この実験は、なかなか高価で正確に行うには難しいが、学生たちによって繰り返し行われてきた。
電気素量を求める実験は、それ以前にもC・T・R・ウィルソンが考案した水蒸気生成方式を用い、1903年にH・A・ウィルソン（Harold A. Wilson, 1874–1964）が行なっていたが、水蒸気は測定中に蒸発が起こり精度が劣化する。ミリカンは蒸発しにくい油を用いた。

## 実際の測定手順

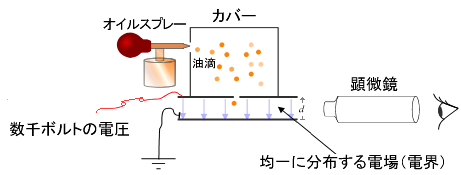
実験装置概略図

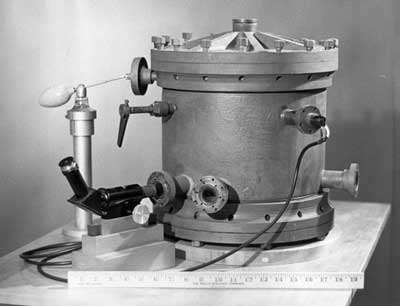
実験装置外観 左に油滴を作る霧吹きが、正面に顕微鏡が写っている。

電界中で落下している油滴に働く力は次の4つである。
1. 重力 : {\displaystyle F_{\rm {g}}={\frac {4}{3}}\,\pi \cdot r^{3}\cdot \rho \cdot g}
2. 浮力 : {\displaystyle F_{\rm {A}}={\frac {4}{3}}\,\pi r^{3}\delta g}
3. 空気抵抗（ストークスの式による）: {\displaystyle F_{\rm {R}}=6\cdot \pi \cdot \eta \cdot r\cdot v^{*}}
4. 電界 によるクーロン力: {\displaystyle F_{\rm {E}}=q\cdot E={\frac {qU}{d}}}

ここで:
| {\displaystyle \eta } = 空気の粘度 {\displaystyle \rho } = 油の密度 {\displaystyle \delta } = 空気の密度 {\displaystyle v^{*}} = 油滴の落下速度 | r = 油滴の径 U = 電位差 d = 電極間の間隔 g = 重力加速度 |

である。
重力と電界による吸引力が釣り合った条件が得られたとしても、精度を得るための問題の1つは重力を計算するために必要な油滴の半径の測定精度であると思われる。油滴の半径は0.001mm程度であり、空中に浮遊している油滴の半径を測定することになるからである。しかも重力は半径の3乗に比例するので誤差の影響は大きくなる。
それを避けるために、電界の向きを変えた時のそれぞれの落下速度{\displaystyle v_{1}}、{\displaystyle v_{2}}から、電荷量を求める。粘性抵抗による油滴の終端速度は、電場がない時には0.1mm/s程度と非常に遅いため、瞬時に終端速度に達する。電場中でも、仮に終端速度が10mm/sとすると、速度は約千分の一秒程度で平衡になると考えられる。
重力と浮力は同じ形をしているので{\displaystyle \varrho =\rho -\delta } とする。
結果は
{\displaystyle q={\frac {9\cdot d\cdot \pi }{2\cdot U}}{\sqrt {\frac {\eta ^{3}}{\varrho \cdot g}}}\cdot {\sqrt {v_{1}+v_{2}}}(v_{1}-v_{2})}
となり、電荷量qは速度の差(∝電場の差）に比例する。また半径も求められ
{\displaystyle r={\frac {3}{2}}{\sqrt {{\frac {\eta }{\varrho \cdot g}}\cdot (v_{2}+v_{1})}}}
となる。半径は電場にはよらないので、速度の平均値（電場がない時の速度）の平方根に比例する。